# دانشگاه بولونیا
دانشگاه بولونیا (به ایتالیایی: Alma Mater Studiorum Università di Bologna) به اختصار UNIBO، یک دانشگاه تحقیقاتی دولتی در بولونیا واقع در ناحیه امیلیا-رومانیا ایتالیا است که در سال ۱۰۸۸ میلادی بنیان‌نهاده شده‌است. این دانشگاه کهن‌ترین و یکی از معتبرترین دانشگاه‌های جهان با بیش از نهصد سال قدمت و دومین دانشگاه بزرگ ایتالیا است.

## تاریخچه
دانشگاه بولونیا کهن‌ترین دانشگاهی است که بر اساس درجات و نظام دانشگاهی ساخته شده و تا امروز نیز به کار خود ادامه داده‌است. این دانشگاه در سال ۱۰۸۸ میلادی با همکاری گروهی از محققان و دانشجویان کار خود را به عنوان یک دانشکده حقوق آغاز کرد، اما با گسترش دامنه فعالیت خود به یک دانشگاه واقعی تبدیل شد.
این دانشگاه نخستین نهادی است که رسماً دانشگاه شناخته شد. در ۱۱۵۸ فردریش بارباروسا، امپراتور امپراتوری مقدس روم، بدان قانون اساسی داد. دانشجویان این دانشگاه کلان‌سال و رشید بودند و در محیطی آزاد و مستقل می‌زیستند و همهٔ کارهای دانشگاه را، چون برگزیدن استاد و تعیین شهریه و مدت تحصیل و آغاز کار، خودشان انجام می‌دادند. دانشگاه‌هایی که زان‌پس در ایتالیا و اسپانیا و پرتغال و جنوب فرانسه برپا شدند دانشگاه بولونیا را سرمشق خود قرار دادند.

## رتبه‌بندی
در رتبه‌بندی دانشگاه‌های جهان در سال ۲۰۲۰ موسسه تایمزدانشگاه بولونیا در رتبه ۱۶۸ دنیا قرار دارد.طبق رتبه‌بندی دانشگاهی کیو اس سال ۲۰۲۰ این دانشگاه در جایگاه ۱۱۶ دنیا می‌باشد.

## دانشکده‌ها
دانشکده‌های دانشگاه بولونیا عبارتند از :
- دانشکده کشاورزی و دامپزشکی
- دانشکده اقتصاد، آمار و مدیریت
- دانشکده ادبیات و زبان‌های خارجی، ترجمه و تفسیر
- دانشکده پزشکی و جراحی
- دانشکده علوم
- دانشکده روانشناسی
- دانشکده داروسازی
- دانشکده حقوق
- دانشکده علوم سیاسی
- دانشکده مهندسی و معماری
- دانشکده هنر و علوم انسانی